# Championnat de Russie de football de troisième division 2000
Navigation
Édition précédente Édition suivante
La saison 2000 de Vtoroï Divizion est la neuvième édition de la troisième division russe. Elle prend place du 2 avril au 6 novembre 2000.
Cent-sept clubs du pays sont divisés en six zones géographiques (Centre, Est, Ouest, Oural, Povoljié, Sud) contenant entre quatorze et vingt équipes chacune, où ils s'affrontent deux fois, à domicile et à l'extérieur. En fin de saison, un nombre variable d'équipes dans chaque zone est relégué en quatrième division, tandis que le vainqueur de chaque zone est qualifié pour les barrages de promotion qui voient s'affronter les six vainqueurs de groupe pour déterminer les trois clubs promus en deuxième division.

## Compétition

### Règlement
Le classement est établi sur le barème de points suivant : trois points pour une victoire, un pour un match nul et aucun pour une défaite. Pour départager les équipes à égalité de points, les critères suivants sont utilisés :
1. Nombre de matchs gagnés
2. Confrontations directes (points, matchs gagnés, différence de buts, buts marqués, buts marqués à l'extérieur)
3. Différence de buts générale
4. Buts marqués (général)
5. Buts marqués à l'extérieur (général)

### Zone Centre

#### Participants
Légende des couleurs
- Relégué de deuxième division
- Promu de quatrième division

| Club                              | D3 depuis | Classement 1999     |
| --------------------------------- | --------- | ------------------- |
| Spartak-Orekhovo Orekhovo-Zouïevo | 2000      | 22 (D2)             |
| FK Kolomna                        | 1998      | 2                   |
| Kosmos Elektrostal                | 1998      | 3                   |
| FK Orel                           | 1997      | 4                   |
| Dinamo Briansk                    | 1998      | 5                   |
| FK Khimki                         | 1998      | 6                   |
| Spartak Tambov                    | 1997      | 7                   |
| Lokomotiv Liski                   | 1996      | 8                   |
| Fabous Bronnitsy                  | 1998      | 9                   |
| Spartak-Telekom Chouïa            | 1998      | 11                  |
| Lokomotiv Kalouga                 | 1998      | 12                  |
| Don Novomoskovsk                  | 1996      | 13                  |
| Spartak Loukhovitsy               | 1998      | 14                  |
| Avangard Koursk                   | 1996      | 15                  |
| Arsenal-2 Toula                   | 1998      | 16                  |
| Titan Reoutov                     | 1998      | 17                  |
| Lotto-MKM Moscou                  | 2000      | 1 (D4, Moscou)      |
| FK Krasnoznamensk                 | 2000      | 1 (D4, Podmoskovié) |
| FK Ielets                         | 2000      | 1 (D4, Tchernozem)  |
| Agrokomplekt Riazan               | 2000      | 5 (D4, Anneau d'or) |

#### Classement
| Rang | Équipe                              | Pts | J  | G  | N  | P  | Bp | Bc | Diff |
| ---- | ----------------------------------- | --- | -- | -- | -- | -- | -- | -- | ---- |
| 1    | FK Khimki                           | 88  | 38 | 28 | 4  | 6  | 68 | 22 | +46  |
| 2    | Dinamo Briansk                      | 86  | 38 | 26 | 8  | 4  | 60 | 23 | +37  |
| 3    | FK Orel                             | 77  | 38 | 24 | 5  | 9  | 57 | 31 | +26  |
| 4    | Spartak Tambov                      | 65  | 38 | 19 | 8  | 11 | 49 | 31 | +18  |
| 5    | Lotto-MKM Moscou P                  | 62  | 38 | 18 | 8  | 12 | 48 | 33 | +15  |
| 6    | FK Krasnoznamensk P                 | 60  | 38 | 18 | 6  | 14 | 42 | 32 | +10  |
| 7    | Kosmos Elektrostal                  | 55  | 38 | 13 | 16 | 9  | 41 | 27 | +14  |
| 8    | Avangard Koursk                     | 54  | 38 | 16 | 6  | 16 | 36 | 41 | -5   |
| 9    | Spartak-Telekom Chouïa              | 54  | 38 | 14 | 12 | 12 | 38 | 30 | +8   |
| 10   | Lokomotiv Kalouga                   | 51  | 38 | 14 | 9  | 15 | 41 | 39 | +2   |
| 11   | Lokomotiv Liski                     | 46  | 38 | 11 | 13 | 14 | 33 | 40 | -7   |
| 12   | FK Kolomna                          | 45  | 38 | 12 | 9  | 17 | 36 | 63 | -27  |
| 13   | Spartak-Orekhovo Orekhovo-Zouïevo R | 43  | 38 | 11 | 10 | 17 | 34 | 46 | -12  |
| 14   | Agrokomplekt Riazan P               | 43  | 38 | 11 | 10 | 17 | 25 | 35 | -10  |
| 15   | FK Ielets P                         | 42  | 38 | 12 | 6  | 20 | 25 | 44 | -19  |
| 16   | Don Novomoskovsk                    | 42  | 38 | 9  | 15 | 14 | 27 | 38 | -11  |
| 17   | Fabous Bronnitsy                    | 41  | 38 | 10 | 11 | 17 | 35 | 50 | -15  |
| 18   | Titan Reoutov                       | 39  | 38 | 11 | 6  | 21 | 34 | 46 | -12  |
| 19   | Spartak Loukhovitsy                 | 34  | 38 | 7  | 13 | 18 | 23 | 44 | -21  |
| 20   | Arsenal-2 Toula                     | 22  | 38 | 5  | 7  | 26 | 28 | 65 | -37  |

Promotion en deuxième division
- 1er : barrages de promotion

Abréviations
- P : Promu de quatrième division
- R : Relégué de deuxième division

### Zone Est

#### Participants
Légende des couleurs
- Promu de quatrième division

| Club                             | D3 depuis | Classement 1999 |
| -------------------------------- | --------- | --------------- |
| Metallourg Novokouznetsk         | 1994      | 1               |
| SKA-Energia Khabarovsk           | 1994      | 2               |
| Amour-Energia Blagovechtchensk   | 1993      | 3               |
| Sibiriak Bratsk                  | 1998      | 4               |
| Kouzbass Kemerovo                | 1994      | 6               |
| Luch Vladivostok                 | 1998      | 7               |
| Zvezda Irkoutsk                  | 1997      | 8               |
| Dinamo Barnaoul                  | 1994      | 9               |
| Irtych Omsk                      | 1999      | 10              |
| Reformatsia Abakan               | 1999      | 11              |
| Okean Nakhodka                   | 1997      | 12              |
| Dinamo Omsk                      | 1993      | 14              |
| Selenga Oulan-Oude               | 1994      | 15              |
| Tchkalovets-Olimpik Novossibirsk | 2000      | Fondation       |

#### Classement
| Rang | Équipe                             | Pts | J  | G  | N | P  | Bp | Bc | Diff |
| ---- | ---------------------------------- | --- | -- | -- | - | -- | -- | -- | ---- |
| 1    | Metallourg Novokouznetsk           | 55  | 24 | 17 | 4 | 3  | 42 | 15 | +27  |
| 2    | SKA-Energia Khabarovsk             | 53  | 24 | 16 | 5 | 3  | 50 | 23 | +27  |
| 3    | Zvezda Irkoutsk                    | 40  | 24 | 11 | 7 | 6  | 43 | 27 | +16  |
| 4    | Luch Vladivostok                   | 39  | 24 | 12 | 3 | 9  | 41 | 26 | +15  |
| 5    | Okean Nakhodka                     | 39  | 24 | 11 | 6 | 7  | 28 | 24 | +4   |
| 6    | Tchkalovets-Olimpik Novossibirsk P | 36  | 24 | 10 | 6 | 8  | 31 | 29 | +2   |
| 7    | Irtych Omsk                        | 33  | 24 | 8  | 9 | 7  | 20 | 18 | +2   |
| 8    | Sibiriak Bratsk                    | 32  | 24 | 9  | 5 | 10 | 34 | 30 | +4   |
| 9    | Selenga Oulan-Oude                 | 28  | 24 | 8  | 4 | 12 | 15 | 41 | -26  |
| 10   | Amour-Energia Blagovechtchensk     | 25  | 24 | 6  | 7 | 11 | 27 | 30 | -3   |
| 11   | Dinamo Barnaoul                    | 22  | 24 | 6  | 4 | 14 | 25 | 37 | -12  |
| 12   | Kouzbass Kemerovo                  | 15  | 24 | 2  | 9 | 13 | 12 | 38 | -26  |
| 13   | Dinamo Omsk                        | 14  | 24 | 3  | 5 | 16 | 14 | 44 | -30  |
| 14   | Reformatsia Abakan                 | 0   | 0  | 0  | 0 | 0  | 0  | 0  | 0    |

Promotion en deuxième division
- 1er : barrages de promotion

Relégation en quatrième division
- 14e : abandon

Abréviations
- P : Promu de quatrième division

1. ↑  Le Reformatsia Abakan se retire de la compétition à l'issue de la dixième journée. L'intégralité de ses résultats sont annulés.

### Zone Ouest

#### Participants
Légende des couleurs
- Promu de quatrième division

| Club                             | D3 depuis | Classement 1999     |
| -------------------------------- | --------- | ------------------- |
| Avtomobilist Noguinsk            | 1997      | 1                   |
| Spartak Chtchiolkovo             | 1995      | 2                   |
| Saturn-2 Ramenskoïe              | 1999      | 3                   |
| Sportakademklub Moscou           | 1998      | 4                   |
| Zénith-2 Saint-Pétersbourg       | 1998      | 5                   |
| Mosenergo Moscou                 | 1998      | 6                   |
| Volotchanine-89 Vychni Volotchek | 1998      | 7                   |
| Dynamo-2 Moscou                  | 1998      | 8                   |
| Spartak-2 Moscou                 | 1998      | 9                   |
| Dinamo Vologda                   | 1994      | 10                  |
| Neftianik Iaroslavl              | 1998      | 11                  |
| Oazis Iartsevo                   | 1999      | 12                  |
| Lokomotiv-2 Moscou               | 1998      | 14                  |
| CSKA-2 Moscou                    | 1998      | 15                  |
| Krivitchi Velikié Louki          | 1998      | 16                  |
| Torpedo-2 Moscou                 | 1998      | 17                  |
| Spartak Kostroma                 | 1998      | 18                  |
| Severstal Tcherepovets           | 2000      | 1 (D4, Anneau d'or) |
| FK Pskov                         | 2000      | 1 (D4, Nord-Ouest)  |

#### Classement
| Rang | Équipe                           | Pts | J  | G  | N  | P  | Bp | Bc | Diff |
| ---- | -------------------------------- | --- | -- | -- | -- | -- | -- | -- | ---- |
| 1    | Serverstal Tcherepovets P        | 69  | 36 | 19 | 12 | 5  | 58 | 33 | +25  |
| 2    | Dinamo Vologda                   | 67  | 36 | 19 | 10 | 7  | 53 | 30 | +23  |
| 3    | Spartak Chtchiolkovo             | 64  | 36 | 19 | 8  | 10 | 48 | 31 | +17  |
| 4    | FK Pskov P                       | 64  | 36 | 19 | 8  | 10 | 65 | 29 | +36  |
| 5    | Mosenergo Moscou                 | 62  | 36 | 18 | 8  | 10 | 51 | 33 | +18  |
| 6    | Volotchanine-89 Vychni Volotchek | 57  | 36 | 16 | 9  | 11 | 36 | 28 | +8   |
| 7    | Torpedo-2 Moscou                 | 57  | 36 | 16 | 9  | 11 | 42 | 33 | +9   |
| 8    | Neftianik Iaroslavl              | 52  | 36 | 14 | 10 | 12 | 39 | 35 | +4   |
| 9    | Zénith-2 Saint-Pétersbourg       | 50  | 36 | 13 | 11 | 12 | 50 | 41 | +9   |
| 10   | Avtomobilist Noguinsk            | 48  | 36 | 13 | 9  | 14 | 35 | 34 | +1   |
| 11   | Sportakademklub Moscou           | 48  | 36 | 13 | 9  | 14 | 38 | 53 | -15  |
| 12   | Lokomotiv-2 Moscou               | 45  | 36 | 12 | 9  | 15 | 40 | 45 | -5   |
| 13   | CSKA-2 Moscou                    | 43  | 36 | 11 | 10 | 15 | 43 | 46 | -3   |
| 14   | Oazis Iartsevo                   | 41  | 36 | 9  | 14 | 13 | 35 | 40 | -5   |
| 15   | Spartak-2 Moscou                 | 37  | 36 | 9  | 10 | 17 | 35 | 55 | -20  |
| 16   | Spartak Kostroma                 | 37  | 36 | 9  | 10 | 17 | 33 | 60 | -27  |
| 17   | Dynamo-2 Moscou                  | 35  | 36 | 9  | 8  | 19 | 46 | 65 | -19  |
| 18   | Saturn-2 Ramenskoïe              | 32  | 36 | 9  | 5  | 22 | 35 | 59 | -24  |
| 19   | Krivitchi Velikié Louki          | 32  | 36 | 9  | 5  | 22 | 23 | 55 | -32  |

Promotion en deuxième division
- 1er : barrages de promotion

Relégation en quatrième division
- 7e, 12e, 13e, 15e, 17e et 18e : rétrogradation

Abréviations
- P : Promu de quatrième division

1. 1 2 3 4 5 6  Les équipes réserves des clubs de division supérieure sont transférées dans le championnat des réserves pour la saison 2001.

### Zone Oural

#### Participants
Légende des couleurs
- Relégué de deuxième division
- Promu de quatrième division

| Club                             | D3 depuis | Classement 1999  |
| -------------------------------- | --------- | ---------------- |
| FK Tioumen                       | 2000      | 18 (D2)          |
| Neftekhimik Nijnekamsk           | 1999      | 2                |
| Zénith Tcheliabinsk              | 1998      | 3                |
| Sodovik Sterlitamak              | 1997      | 4                |
| OuralAZ Miass                    | 1994      | 5                |
| Metallourg-Metiznik Magnitogorsk | 1998      | 6                |
| Ouralmach Iekaterinbourg         | 1998      | 7                |
| Ouralets Nijni Taguil            | 1998      | 8                |
| Dinamo Perm                      | 1998      | 9                |
| Kamaz Naberejnye Tchelny         | 1999      | 10               |
| Gazovik Orenbourg                | 1998      | 11               |
| Dinamo Ijevsk                    | 1995      | 12               |
| Energia Tchaïkovski              | 1996      | 13               |
| Spartak Kourgan                  | 1992      | 15               |
| Dinamo-Machinostroïtel Kirov     | 1999      | 16 (Povoljié)    |
| Spartak Iochkar-Ola              | 2000      | 1 (D4, Povoljié) |

#### Classement
| Rang | Équipe                           | Pts | J  | G  | N | P  | Bp | Bc | Diff |
| ---- | -------------------------------- | --- | -- | -- | - | -- | -- | -- | ---- |
| 1    | Neftekhimik Nijnekamsk           | 82  | 30 | 26 | 4 | 0  | 82 | 18 | +64  |
| 2    | Ouralmach Iekaterinbourg         | 73  | 30 | 23 | 4 | 3  | 72 | 21 | +51  |
| 3    | Kamaz Naberejnye Tchelny         | 64  | 30 | 20 | 4 | 6  | 80 | 23 | +57  |
| 4    | FK Tioumen R                     | 57  | 30 | 16 | 9 | 5  | 53 | 25 | +28  |
| 5    | Sodovik Sterlitamak              | 53  | 30 | 16 | 5 | 9  | 46 | 25 | +21  |
| 6    | Metallourg-Metiznik Magnitogorsk | 53  | 30 | 16 | 5 | 9  | 50 | 39 | +11  |
| 7    | Zénith Tcheliabinsk              | 46  | 30 | 14 | 4 | 12 | 50 | 47 | +3   |
| 8    | Ouralets Nijni Taguil            | 45  | 30 | 14 | 3 | 13 | 44 | 47 | -3   |
| 9    | Gazovik Orenbourg                | 44  | 30 | 14 | 2 | 14 | 38 | 42 | -4   |
| 10   | OuralAZ Miass                    | 39  | 30 | 11 | 6 | 13 | 26 | 39 | -13  |
| 11   | Dinamo Perm                      | 29  | 30 | 8  | 5 | 17 | 30 | 59 | -29  |
| 12   | Energia Tchaïkovski              | 27  | 30 | 8  | 3 | 19 | 34 | 57 | -23  |
| 13   | Dinamo-Machinostroïtel Kirov     | 25  | 30 | 6  | 7 | 17 | 24 | 58 | -34  |
| 14   | Dinamo Ijevsk                    | 21  | 30 | 6  | 3 | 21 | 29 | 66 | -37  |
| 15   | Spartak Iochkar-Ola P            | 13  | 30 | 3  | 4 | 23 | 19 | 63 | -44  |
| 16   | Spartak Kourgan                  | 13  | 30 | 3  | 4 | 23 | 24 | 72 | -48  |

Promotion en deuxième division
- 1er : barrages de promotion

Abréviations
- P : Promu de quatrième division
- R : Relégué de deuxième division

### Zone Povoljié

#### Participants
Légende des couleurs
- Relégué de deuxième division
- Promu de quatrième division

| Club                                 | D3 depuis | Classement 1999  |
| ------------------------------------ | --------- | ---------------- |
| Torpedo-Viktoria Nijni Novgorod (ru) | 2000      | 19 (D2)          |
| Lada-Energia Dimitrovgrad            | 2000      | 20 (D2)          |
| Torpedo Pavlovo                      | 1995      | 2                |
| Volga Oulianovsk                     | 1997      | 3                |
| Energetik Ouren                      | 1998      | 4                |
| Iskra Engels                         | 1998      | 5                |
| Diana Voljsk                         | 1998      | 6                |
| Metallourg Vyksa                     | 1999      | 7                |
| Biokhimik-Mordovia Saransk           | 1998      | 8                |
| Khimik Dzerjinsk                     | 1998      | 9                |
| FK Balakovo                          | 1998      | 11               |
| Svetotekhnika Saransk                | 1994      | 12               |
| Torpedo Voljski                      | 1998      | 13               |
| Saliout Saratov                      | 1998      | 14               |
| Rotor-2 Volgograd                    | 1998      | 15               |
| Khopior Balachov                     | 2000      | 3 (D4, Povoljié) |
| Olimpia Volgograd                    | 2000      | 3 (D4, Povoljié) |
| Krylia Sovetov-2 Samara              | 2000      | Fondation        |

#### Classement
| Rang | Équipe                                 | Pts | J  | G  | N | P  | Bp | Bc | Diff |
| ---- | -------------------------------------- | --- | -- | -- | - | -- | -- | -- | ---- |
| 1    | Svetotekhnika Saransk                  | 83  | 34 | 27 | 2 | 5  | 62 | 32 | +30  |
| 2    | Torpedo Pavlovo                        | 72  | 34 | 22 | 6 | 6  | 56 | 25 | +31  |
| 3    | Volga Oulianovsk                       | 70  | 34 | 22 | 4 | 8  | 61 | 29 | +32  |
| 4    | Metallourg Vyksa                       | 68  | 34 | 21 | 5 | 8  | 50 | 28 | +22  |
| 5    | FK Balakovo                            | 60  | 34 | 19 | 3 | 12 | 51 | 34 | +17  |
| 6    | Torpedo-Viktoria Nijni Novgorod (ru) R | 58  | 34 | 17 | 7 | 10 | 56 | 33 | +23  |
| 7    | Energetik Ouren                        | 55  | 34 | 17 | 4 | 13 | 55 | 32 | +23  |
| 8    | Iskra Engels                           | 51  | 34 | 15 | 6 | 13 | 47 | 45 | +2   |
| 9    | Lada-Energia Dimitrovgrad R            | 49  | 34 | 16 | 1 | 17 | 54 | 49 | +5   |
| 10   | Olimpia Volgograd P                    | 46  | 34 | 13 | 7 | 14 | 61 | 56 | +5   |
| 11   | Diana Voljsk                           | 45  | 34 | 14 | 3 | 17 | 46 | 39 | +7   |
| 12   | Biokhimik-Mordovia Saransk             | 44  | 34 | 13 | 5 | 16 | 38 | 45 | -7   |
| 13   | Khimik Dzerjinsk                       | 37  | 34 | 11 | 4 | 19 | 38 | 46 | -8   |
| 14   | Rotor-2 Volgograd                      | 35  | 34 | 10 | 5 | 19 | 61 | 74 | -13  |
| 15   | Khopior Balachov P                     | 33  | 34 | 9  | 6 | 19 | 24 | 51 | -27  |
| 16   | Torpedo Voljski                        | 27  | 34 | 8  | 3 | 23 | 30 | 77 | -47  |
| 17   | Krylia Sovetov-2 Samara P              | 22  | 34 | 6  | 4 | 24 | 25 | 80 | -55  |
| 18   | Saliout Saratov                        | 21  | 34 | 4  | 9 | 21 | 27 | 72 | -45  |

Promotion en deuxième division
- 1er : barrages de promotion

Relégation en quatrième division
- 14e et 17e : rétrogradation

Abréviations
- P : Promu de quatrième division
- R : Relégué de deuxième division

1. 1 2  Les équipes réserves des clubs de division supérieure sont transférées dans le championnat des réserves pour la saison 2001.

### Zone Sud

#### Participants
Légende des couleurs
- Relégué de deuxième division
- Promu de quatrième division

| Club                            | D3 depuis | Classement 1999 |
| ------------------------------- | --------- | --------------- |
| Dinamo Stavropol                | 2000      | 21 (D2)         |
| Kouban Krasnodar                | 1999      | 1               |
| SKA Rostov                      | 1999      | 2               |
| Kavkazkabel Prokhladny          | 1992      | 3               |
| Avtodor Vladikavkaz             | 1995      | 4               |
| Droujba Maïkop                  | 1999      | 5               |
| Angoucht Nazran                 | 1996      | 6               |
| Vitiaz Krymsk                   | 1999      | 7               |
| Rostselmach-2 Rostov            | 1998      | 8               |
| Dinamo Makhatchkala             | 1998      | 9               |
| FK Mozdok                       | 1998      | 10              |
| FK Slaviansk                    | 1998      | 11              |
| Chaktior Chakhty                | 1998      | 12              |
| Venets Goulkevitchi             | 1997      | 14              |
| Nart Nartkala                   | 1998      | 15              |
| Iriston Vladikavkaz             | 1998      | 16              |
| Torpedo Taganrog                | 1994      | 17              |
| Spartak-Kavkaztransgaz Izobilny | 2000      | 1 (D4, Sud)     |
| Soudostroïtel Astrakhan         | 2000      | 3 (D4, Sud)     |
| Tchernomorets-2 Novorossiisk    | 2000      | Refondation     |

#### Classement
| Rang | Équipe                            | Pts | J  | G  | N | P  | Bp  | Bc  | Diff |
| ---- | --------------------------------- | --- | -- | -- | - | -- | --- | --- | ---- |
| 1    | Kouban Krasnodar                  | 99  | 38 | 32 | 3 | 3  | 95  | 13  | +82  |
| 2    | SKA Rostov                        | 98  | 38 | 32 | 2 | 4  | 104 | 16  | +88  |
| 3    | Angoucht Nazran                   | 89  | 38 | 29 | 2 | 7  | 80  | 30  | +50  |
| 4    | Droujba Maïkop                    | 83  | 38 | 27 | 2 | 9  | 89  | 27  | +62  |
| 5    | Dinamo Stavropol R                | 82  | 38 | 26 | 4 | 8  | 68  | 24  | +44  |
| 6    | Avtodor Vladikavkaz               | 73  | 38 | 22 | 7 | 9  | 83  | 30  | +53  |
| 7    | Spartak-Kavkaztransgaz Izobilny P | 67  | 38 | 20 | 7 | 11 | 52  | 35  | +17  |
| 8    | Kavkazkabel Prokhladny            | 62  | 38 | 18 | 8 | 12 | 54  | 34  | +20  |
| 9    | Nart Nartkala                     | 61  | 38 | 19 | 4 | 15 | 54  | 57  | -3   |
| 10   | Vitiaz Krymsk                     | 51  | 38 | 15 | 6 | 17 | 46  | 62  | -16  |
| 11   | Soudostroïtel Astrakhan P         | 50  | 38 | 14 | 8 | 16 | 48  | 53  | -5   |
| 12   | Venets Goulkevitchi               | 39  | 38 | 11 | 6 | 21 | 32  | 78  | -46  |
| 13   | FK Mozdok                         | 35  | 38 | 9  | 8 | 21 | 42  | 57  | -15  |
| 14   | Dinamo Makhatchkala               | 33  | 38 | 10 | 3 | 25 | 41  | 68  | -27  |
| 15   | Rostselmach-2 Rostov              | 33  | 38 | 10 | 3 | 25 | 36  | 79  | -43  |
| 16   | Chaktior Chakhty                  | 33  | 38 | 9  | 6 | 23 | 26  | 71  | -45  |
| 17   | FK Slaviansk                      | 32  | 38 | 9  | 5 | 24 | 33  | 67  | -34  |
| 18   | Iriston Vladikavkaz               | 31  | 38 | 9  | 4 | 25 | 30  | 90  | -60  |
| 19   | Tchernomorets-2 Novorossiisk P    | 30  | 38 | 8  | 6 | 24 | 44  | 76  | -32  |
| 20   | Torpedo Taganrog                  | 10  | 38 | 2  | 4 | 32 | 23  | 113 | -90  |

Promotion en deuxième division
- 1er : barrages de promotion

Relégation en quatrième division
- 18e et 20e : relégation

- 15e et 19e : rétrogradation

Abréviations
- P : Promu de quatrième division
- R : Relégué de deuxième division

1. 1 2  Les équipes réserves des clubs de division supérieure sont transférées dans le championnat des réserves pour la saison 2001.

### Barrages de promotion
À l'issue de la saison, les six vainqueurs de chaque zone s'affrontent pour déterminer les trois clubs promus en deuxième division. Ces barrages se déroulent dans le cadre d'une confrontation à deux manches et voient s'opposer le Neftekhimik Nijnekamsk au Metallourg Novokouznetsk, le Severstal Tcherepovets au FK Khimki, et le Svetotekhnika Saransk au Kouban Krasnodar. À l'issue de ces confrontations, le Neftekhimik Nijnekamsk et le Kouban Krasnodar sont officiellement promus en deuxième division. Malgré sa victoire, le Severstal Tcherepovets ne peut pas être promu pour des raisons financières, c'est donc le FK Khimki qui monte à sa place.
| Équipe                           | Aller | Total  | Retour | Équipe                         |
| -------------------------------- | ----- | ------ | ------ | ------------------------------ |
| Neftekhimik Nijnekamsk (Oural)   | 2 - 0 | 4 - 1  | 2 - 1  | (Est) Metallourg Novokouznetsk |
| Severstal Tcherepovets (Ouest)   | 1 - 0 | 3E - 3 | 2 - 3  | (Centre) FK Khimki             |
| Svetotekhnika Saransk (Povoljié) | 0 - 1 | 0 - 1  | 0 - 0  | (Sud) Kouban Krasnodar         |